# Унру, Ганс Виктор фон
Ганс Виктор фон Унру (нем. Hans Victor von Unruh; 28 марта 1806, Тильзит, Восточная Пруссия — 4 февраля 1886, Дессау, Анхальт, Германская империя) — немецкий государственный деятель и политик, председатель прусского Национального собрания, член Рейхстага.

## Биография
Ганс Виктор фон Унру происходил из франконского дворянского рода, родился в семье прусского генерал-майора Фридриха Вильгельма фон Унру (1766—1835) и баронессы Каролины фон Бутлар (1776—1858). Учился в Кёнигсбергском университете, после окончания обучения работал геодезистом в Генеральном управлении по регулированию отношений между помещиками и крестьянами. Затем учился в Берлинской академии архитектуры. В 1828 году сдавал экзамен у Карла Фридриха Шинкеля. В Бреслау Унру работал инспектором гидравлического машиностроения. В 1839 году был назначен государственным архитектором в Гумбиннене, откуда был переведен по собственной просьбе в Потсдам. В 1844 году возглавлял строительство железной дороги Магдебург — Потсдам.

### Политическая карьера
В Магдебурге, где он был членом совета по строительству железной дороги, был избран после революции 1848 года в Учредительное собрание (нем. Preußischer Landtag), где выступал за конституционную модель государства по английскому типу и был кандидатом от умеренных либералов. Выступал противником Фридриха Пакса — кандидата от левых либералов. В октябре 1848 года был избран председателем Учредительного собрания, эту должность он занимал до роспуска собрания в декабре 1852 года. Не последовав за собранием в Бранденбург, Унру в 1849 году был выбран во вторую палату, где примкнул к оппозиции, но скоро вследствие издания нового закона о выборах ушел с политической арены. Поселясь в Дессау, он основал Континентальное газовое общество, а в 1857 году сделался директором Общества для изготовления железнодорожных принадлежностей в Берлине. Кроме того, в различных городах (Мёнхенгладбах, Магдебург, Львов) создавал городские газовые заводы. В Магдебурге также консультировал по вопросу строительства гидроузла.
Унру был одним из основателей в 1859 году Немецкого национального союза, а в 1861 выступил соучредителем Немецкой прогрессивной партии, первым председателем которой был с 1861 по 1863 годы. В 1863 году он был избран в палату депутатов от Магдебурга. Там он, как и многие его товарищи по партии, придерживался политики премьер-министра Отто фон Бисмарка. После распада партии в 1867 году Унри вместе с Рудольфом фон Беннигсеном создает Национал-либеральную партиию. С 1867 по 1879 годы политик заседает в северогерманском парламенте и Рейхстаге. В 1879 году как вице-президент образовал в Рейхстаге особый отдел, существующий там и поныне.
Унру умер 4 февраля 1886 года в Дессау.

## Работы
- Skizzen aus Preußens neuester Geschichte. 1849
- Erfahrungen aus den letzten drei Jahren. Ein Beitrag zur Kritik der politischen Mittelparteien. 1851
- Erinnerungen aus dem Leben, (hrsg. von Heinrich von Poschinger, 1895)

## Память
В 1876 году получил звание почетного гражданина города Магдебурга, а в 1880 году аналогичный титул в городе Дессау. В Магдебурге одна из улица названа его именем, а в городе Дессау улица имени Унру (Унруштрассе) находится в историческом газовом районе, где сейчас располагается штаб-квартира Федерального агентства по охране окружающей среды.